# Austrolimnophila acutergata
Austrolimnophila acutergata är en tvåvingeart som beskrevs av Alexander 1939. Austrolimnophila acutergata ingår i släktet Austrolimnophila och familjen småharkrankar. Inga underarter finns listade i Catalogue of Life.